# Loxian
Loxian é um alfabeto e idioma artísticos criados pela escritora e letrista Roma Ryan para o álbum Amarantine (2005) da cantora irlandesa Enya. O idioma é apresentado em três canções do álbum ("Less than a Pearl", "The River Sings" e "Water Shows the Hidden Heart"). O termo aparentemente tem origem em "Loxos" que é um palavra grega que significa oblíquo.
Ryan criou a linguagem quando sentiu pouco satisfatório criar letras para as canções de Enya apenas usando o inglês, ou irlandês ou latim. Roma Ryan teve a ideia depois de ter trabalhado com o fictício idioma dos elfos de J. R. R. Tolkien, escrevendo letras nessa língua para uma das faixas, cantada por Enya, da trilha sonora do filme O Senhor dos Anéis: A Sociedade do Anel (2001).
O idioma Loxian é descrito por seus criadores como "uma linguagem futurista de um planeta distante", o seu script (visto tanto no CD Amarantine e no livro Water Shows a Hidden Heart) possui elementos retirados da obra de Tolkien, e elementos da linguagem rúnica e da taquigrafia desenvolvida por Isaac Pitman.
Terence Dolan, professor de Inglês na University College Dublin, depois de examinar o idioma Loxian, deu seu parecer profissional sobre a linguagem:
“It's a very eclectic language. It seems to choose elements at random. It brings in a whole wealth of different language forms such as Anglo-Saxon, Hindi, Welsh and, I think, Siberian Yupik as well. It is very mixum-gatherum linguistically — it seems to have no form of grammar or word order which has very limited comprehensibility. The script resembles several existing languages. They've drawn on Tolkien, on Runic language”
Tradução livre: "É um idioma muito eclético. Parece misturar elementos aleatórios. Ele traz uma grande riqueza de diferentes formas de linguagem, como anglo-saxão, o hindi, o galês e sugiro que também contém elementos do Siberian Yupik. É uma mixagem linguística - parece não ter nenhuma forma gramatical e a ordem das palavras limita muito a compreensão. O script lembra várias línguas existentes. Tem elementos tirados do Tolkien e do idioma rúnico"
Enya descreve o Loxian como o idioma de seres que "vivem em outro planeta e e olham para fora, pensando: somos os únicos que existem?"
Roma Ryan escreveu um livro que foi publicado em dezembro de 2005, chamado Water Shows The Hidden Heart, que dá informações básicas sobre as três músicas Loxian gravadas por Enya e explora o desenvolvimento dessa linguagem.
Enya e Ryan informaram que o idioma Loxian está sob copyright; reproduzi-lo sem a permissão de Ryan ou a permissão explícita da gravadora de Enya, Aigle Records, será considerado uma violação de direitos autorais. Contudo, tal como acontece com o idioma Klingon, há discussões se um idioma/linguagem em si pode ser protegido por direitos autorais.